# Wüteria Mineralquellen
Die Wüteria Mineralquellen GmbH & Co. KG ist ein regionaler Hersteller von Mineralwasser und Erfrischungsgetränken mit Sitz in Gemmingen, einer Gemeinde im Landkreis Heilbronn (Baden-Württemberg).

## Geschichte
Der Mineralbrunnenbetrieb befindet sich seit 1928 in Familienbesitz und wird heute von Anke Völkel (geb. Wütherich) (Geschäftsführerin) und Karl Wütherich (Prokurist) in 4. Generation geführt. Das Familienunternehmen stellte anfangs Holzfässer und Weinbrände her. Danach wurden Limonaden, Tafelwassergetränke und Brausen abgefüllt, später dann Markenerfrischungsgetränke wie Libella und Afri-Cola sowie Bluna.

## Produkte
Insgesamt werden 38 verschiedene Getränkesorten hergestellt und verkauft, darunter Limonaden, Vitamingetränke, Fruchtsaftschorlen und andere Erfrischungsgetränke. Es wurden in den 1950er Jahren vier Quellen erschlossen, davon sind zwei Quellen heute am Markt erhältlich, die Marke Wüteria Schlossbrunnen und die Marke Wüteria Heiligenquelle. In den 1980er Jahren kam eine weitere Quelle dazu, die Marke Gemminger Mineralquelle. Der tiefste Brunnen ist die Gemminger Mineralquelle mit einer Tiefe von 135 m. Der Wüteria Schlossbrunnen hat eine Tiefe von 125 m. Die Wüteria Heiligenquelle wurde in eine Tiefe von 55 m abgeteuft.
Während der Schlossbrunnen als Calcium- und Magnesium-Quelle mit weiteren Spurenelementen in natrium- und nitritarmer Qualität definiert ist, wird die Heiligenquelle aufgrund ihres noch geringeren Natriumgehalts zur Zubereitung von Säuglingsnahrung empfohlen. Das Wasser der Gemminger Mineralquelle wird als calcium- und magnesiumhaltig sowie natriumarm klassifiziert. Die Wasseranalytik wird von der Synlab-Gruppe durchgeführt.
Im Jahre 2003 wurden neben Normbrunnenflaschen auch PET-Flaschen (Mehrwegflaschen) eingeführt. Der prozentuale Anteil der Glas-Mehrwegflaschen liegt heute bei ca. 80 % und der der PET-Flaschen bei ca. 20 %. Die Leistung der Abfüllanlagen beträgt bei Glasflaschen 35.000 Flaschen pro Stunde und bei PET-Flaschen 15.000 Flaschen pro Stunde. Jährlich werden etwa 40 Millionen Flaschen gefüllt. Am Gemminger Standort arbeiten insgesamt 33 Mitarbeiter.

## Sponsoring
Das Unternehmen ist Sponsor mehrerer Sportvereine in der Region, z. B. der Volleyballabteilung des SV Sinsheim und des VfB Eppingen.